# Sintonia (azienda)
Sintonia S.p.A (già Sintonia S.A.) è stata una subholding finanziaria, controllata dalla holding Edizione della famiglia Benetton, che si occupava principalmente di infrastrutture e servizi per la mobilità e la comunicazione. È stata, per il suo periodo di quotazione in Borsa, il socio di riferimento di Atlantia (e attraverso questa di Autostrade per l'Italia).
Nel 2023, in seguito ad un riassetto del gruppo Edizione, le sue partecipazioni sono confluite in altre società del gruppo.

## Storia
Dopo la ristrutturazione del gruppo avvenuta nella seconda metà del 2007, la previgente Sintonia S.p.A. risultava essere una delle due holding controllate dalla famiglia Benetton attraverso la società in accomandita per azioni Ragione di Gilberto Benetton & C S.a.p.a.. Nel frattempo la famiglia aveva creato nel 2009 una società anonima di diritto lussemburghese (Sintonia SA), con lo stesso nome della società italiana (Sintonia spa). Il motivo della creazione di una società di diritto lussemburghese fu in quanto occorreva attirare fondi esteri.
Dal 1º gennaio 2009, Sintonia S.p.A. ed Edizione Holding S.p.A. sono state incorporate in Ragione S.A.P.A., che si è poi trasformata in Edizione srl.
Successivamente, il 27 giugno 2012 Sintonia S.A. fu riportata in Italia, con sede a Treviso. Sintonia S.p.A. (ex Sintonia SA) era controllata al 100% da Edizione srl (poi SpA).
Negli anni successivi, Sintonia ha svolto il ruolo di subholding di Edizione, per la gestione delle sue partecipazioni nei settori delle infrastrutture autostradali e delle comunicazioni, principalmente come socio di riferimento di Atlantia, ma anche attraverso la partecipazione in Cellnex.
Ad agosto 2018 si è ritornati a parlare della vecchia Sintonia SA in occasione del disastro del crollo del viadotto Polcevera di Genova (allora gestito da ASPI, sotto il controllo di Atlantia) perché i Benetton hanno tenuto a chiarire che la società lussemburghese era stata portata in Italia già dal 2012.
Nel 2022, come parte del riassetto dell'intero gruppo Edizione, Sintonia conferisce alla capogruppo (mediante scissione) la sua partecipazione totalitaria in Connect Due Srl (azionista di Cellnex), andando quindi a concentrarsi esclusivamente sulle partecipazioni autostradali.
In seguito all'OPA totalitaria su Atlantia (finalizzata alla creazione di Mundys), effettuata da una cordata capeggiata da Edizione, ad inizio 2023 una serie di fusioni di riassetto hanno comportato l'incorporazione delle attività di Sintonia SpA in una nuova finanziaria del gruppo, la Schema Alfa S.p.A..

## Portafoglio partecipazioni
Prima del riassetto del gruppo, che ha comportato il suo scioglimento, Sintonia S.p.A. possedeva le seguenti partecipazioni, direttamente e indirettamente, al 31 dicembre 2021:
- - Atlantia - 33,10%
    - Autostrade per l'Italia - 88,06%
    - Autostrade dell'Atlantico - 100%
    - Abertis - 50% + 1 azione
    - Aeroporti di Roma - 99,39%
    - Azzurra Aeroporti - 60,40%
      - Aéroports de la Côte d’Azur (Aeroporto di Nizza Costa Azzurra) - 64%

    - Telepass - 51%
    - Hochtief - 15,90%
    - Getlink Eurotunnel - 15,49%

  - ConnecT Due - 100%
    - Cellnex Telecom - 8,53%